# Krista Federspiel
Krista Federspiel (* 1941 in Niederösterreich, auch Christa Federspiel) ist eine österreichische in Volkskunde promovierte Medizinjournalistin und Autorin.

## Leben
Krista Federspiel studierte ab 1959 Germanistik, Psychologie, Volkskunde und Theaterwissenschaft an der Universität Wien, mit Abschluss 1966. Danach folgte eine Tätigkeit als Freie Journalistin und Redakteurin in mehreren österreichischen und deutschen Zeitschriften und Zeitungen. Auch ist sie als Radio- und Fernsehmoderatorin bekannt geworden. Sie war ferner Mitglied des Wissenschaftsrats der Gesellschaft zur wissenschaftlichen Untersuchung von Parawissenschaften (GWUP) und veröffentlicht regelmäßig Artikel in deren Zeitschrift Der Skeptiker. Sie ist Mitbegründer und aktives Mitglied der Gesellschaft für kritisches Denken, der Wiener Regionalgruppe der GWUP.
Schwerpunkte ihrer Tätigkeiten sind Sozial- und Frauenpolitik, Konsumentenschutz, Medizin und Psychotherapie. Federspiel ist als Kritikerin alternativer medizinischer Verfahren bekannt geworden. Für die Stiftung Warentest überprüfte sie die Wirksamkeit von alternativen Heilmethoden in ihrem Buch „Die andere Medizin“.
Sie lebt in Wien, ist verheiratet und hat drei Kinder.

## Schriften
- Frauen der ersten Stunde – 1945 bis 1955. (Mitautorin, Mitherausgeberschaft) Europaverlag, 1985.
- mit Andrea Ernst, Franz Köppl, Kurt Langbein: Sozialstaat Österreich. Bei Bedarf geschlossen. Trend-Profil-Buch, Orac, Wien 1987.
- Ökobilanz Österreich. (Mitautorin, Mitherausgeberschaft) Kiepenheuer & Witsch / Falterverlag, 1988.
- Lückenlos – die goldenen Geschäfte der Zahnärzte. (Mitautorin) Kiepenheuer & Witsch, 1988/91.
- Wer? – ein Anti-Who’s Who von Österreich. (Mitautorin) Selbstverlag, 1988.
- Kursbuch Gesundheit. (Mitautorin), Kiepenheuer & Witsch, 1990, 1992, 1997, 2001, 2006.
- Zahn um Zahn. 1986, Der Krampf mit dem Magen. 1987, und Mit anderen Augen. 1987 Patientenratgeber bei Kiepenheuer & Witsch.
- Arbeit – 50 deutsche Karrieren. (Mitautorin), Reihe Die Andere Bibliothek, Eichborn, 1990.
- Die andere Medizin. (Mitautorin) Stiftung Warentest 1991, 5. Aufl. 2005. ISBN 978-3-937880-08-2.
- Kursbuch Seele. (Co-Autorin), Kiepenheuer & Witsch, 1996.
- Krebs – mit der Krankheit leben. Heyne, 1999.
- Lexikon der Parawissenschaften. (Hrsg. und Mitautorin), Lit-Verlag, 1999.
- Kinderlos – was tun? S. Hirzel / Verein für Konsumenteninformation, 2000. ISBN 978-3-7776-1013-9.
- Evas Rippe. Die Entdeckung der weiblichen  Medizin. Von Marianne Legato, Übersetzung ins Deutsche, Kiepenheuer & Witsch, 2002.
- Pflege daheim. Verein für Konsumenteninformation, 2008.

## Auszeichnungen
Krista Federspiel wurde im Oktober 2020 mit dem Österreichischen Ehrenkreuz für Wissenschaft und Kunst ausgezeichnet.